# City of Men
City of Men (Cidade dos homens) è una serie televisiva brasiliana in 19 episodi trasmessi per la prima volta nel corso di 4 stagioni dal 2002 al 2005.
Basata sul film City of God (Cidade de Deus) del 2002, è una serie drammatica d'azione incentrata sulle vicende di Luis Claudio e Uolace, meglio conosciuti con i nomi di Acerola e Laranjinha, due amici che vivono in una famigerata favela di Rio de Janeiro, una comunità di spacciatori di droga, giocatori d'azzardo e criminali vari; in questo ambiente i due ragazzi lottano per realizzare i propri sogni.
È uno spin-off del film, meno violento e più orientato a situazioni dramedy. Nel 2007 fu distribuito un lungometraggio omonimo basato sulla serie prodotto da Fox e TV Globo.

## Personaggi e interpreti
- Laranjinha (19 episodi, 2002-2005), interpretato da Darlan Cunha.
- Acerola (19 episodi, 2002-2005), interpretato da Douglas Silva.
- Espeto (9 episodi, 2002-2004), interpretato da Phellipe Haagensen.
- Cristiane (9 episodi, 2003-2005), interpretata da Camila Monteiro.
- Madrugadão (8 episodi, 2002-2005), interpretato da Jonathan Haagensen.
- Poderosa (7 episodi, 2002-2005), interpretata da Roberta Rodrigues.
- Fiel (4 episodi, 2002-2004), interpretato da Luciano Vidigal.
- Paçoca (4 episodi, 2003-2004), interpretato da Alex Damazio.
- João Victor (3 episodi, 2002-2003), interpretato da Thiago Martins.

### Guest star
Tra le guest star: Diego Ferreira, Leandro Firmino, Emerson Gomes, Marcos Junqueira (Kikito), Robson Rocha, Roberta Rodrigues, Bernardo Santos, Felipe Silva, Tia Surica, Luciano Vidigal.

## Produzione
La serie, ideata da Fernando Meirelles e Kátia Lund, fu prodotta da O2 Filmes e Globo TV e girata a Rio de Janeiro. Le musiche furono composte da Luciano Kurban, Ed Cortês, Paul Mounsey, Antonio Pinto e Beto Villares.

### Registi
Tra i registi della serie sono accreditati:
- Regina Casé in 4 episodi (2002-2005)
- Fernando Meirelles in 4 episodi (2002-2005)
- Kátia Lund in 3 episodi (2002-2003)
- Paulo Morelli in 3 episodi (2004)
- Paulo Lins in 2 episodi (2002)
- Philippe Barcinski in 2 episodi (2003-2004)

### Sceneggiatori
Tra gli sceneggiatori della serie sono accreditati:
- Paulo Morelli in 5 episodi (2003-2005)
- Leandro Saraiva in 4 episodi (2004)
- Jorge Furtado in 3 episodi (2002-2005)
- George Moura in 3 episodi (2003-2005)
- Newton Cannito in 3 episodi (2004)
- Guel Arraes in 2 episodi (2002-2005)
- Fernando Meirelles in 2 episodi (2002-2005)
- César Charlone in un episodio (2002-2003)
- Kátia Lund in 2002-2003)
- Melanie Dimantas
- Paulo Lins
- Bráulio Mantovani
- Elena Soarez

## Distribuzione
La serie fu trasmessa in Brasile dal 4 ottobre 2002 al 16 dicembre 2005 sulla rete televisiva Globo TV. In Italia è stata trasmessa dal 18 ottobre 2006 su Cult con il titolo City of Men.
Alcune delle uscite internazionali sono state:
- in Brasile il 4 ottobre 2002 (Cidade dos Homens)
- in Francia (La cité des hommes)
- in Finlandia (Människornas stad)
- negli Stati Uniti (City of Men)
- nel Regno Unito (City of Men) su BBC4
- in Italia (City of Men)

## Episodi
| Stagione         | Episodi | Prima TV Brasile |
| ---------------- | ------- | ---------------- |
| Prima stagione   | 4       | 2002             |
| Seconda stagione | 5       | 2003             |
| Terza stagione   | 5       | 2004             |
| Quarta stagione  | 5       | 2005             |